# Finale della Coppa delle nazioni africane 1998
La finale della Coppa delle nazioni africane 1998 si disputò il 28 febbraio 1998 allo Stade du 4-Août di Ouagadougou, tra le nazionali di Sudafrica ed Egitto. La partita fu vinta dall'Egitto per 2-0 si aggiudicò il suo quarto trofeo nella massima competizione tra nazionali maschili africane.

## Le squadre
| Squadra   | Finali (o spareggi) disputate in precedenza (il grassetto indica la vittoria) |
| --------- | ----------------------------------------------------------------------------- |
| Sudafrica | 1 (1996)                                                                      |
| Egitto    | 4 (1957, 1959 1962, 1986)                                                     |

## Cammino verso la finale

### Tabella riassuntiva del percorso
| Squadra        | Pt | G |
| -------------- | -- | - |
| Costa d'Avorio | 7  | 3 |
| Sudafrica      | 5  | 3 |
| Angola         | 2  | 3 |
| Namibia        | 1  | 3 |

| Squadra   | Pt | G |
| --------- | -- | - |
| Marocco   | 7  | 3 |
| Egitto    | 6  | 3 |
| Zambia    | 4  | 3 |
| Mozambico | 0  | 3 |

## Tabellino
| Arbitro: | Said Belqola |

|  |           |                          |
|  | Marcatori | 5’ A. Hassan 13’ Mostafa |

| Sudafrica | Egitto |

| Sudafrica     |    |                   |     |     |
|               |    |                   |     |     |
| P             | 1  | Brian Baloyi      |     |     |
| D             | 19 | Lucas Radebe      | 44’ |     |
| D             | 5  | Mark Fish         |     |     |
| D             | 2  | Andrew Rabutla    |     |     |
| D             | 4  | Willem Jackson    |     |     |
| C             | 11 | Helman Mkhalele   | 28’ |     |
| C             | 18 | John Moeti        | 79’ |     |
| C             | 10 | John Moshoeu      |     |     |
| C             | 6  | Phil Masinga      |     | 81’ |
| A             | 17 | Benni McCarthy    |     |     |
| A             | 12 | Brendan Augustine |     | 48’ |
| Sostituzioni: |    |                   |     |     |
| A             | 14 | Quinton Fortune   |     | 48’ |
| C             | 13 | Pollen Ndlanya    |     | 81’ |
| CT:           |    |                   |     |     |
| Jomo Sono     |    |                   |     |     |

| Egitto            |    |                      |     |     |
|                   |    |                      |     |     |
| P                 | 1  | Nader El-Sayed       |     |     |
| D                 | 5  | Samir Kamouna        | 62’ |     |
| D                 | 4  | Hany Ramzy           |     |     |
| D                 | 6  | Medhat Abdel-Hady    |     |     |
| D                 | 2  | Abdel-Zaher El-Saqqa |     |     |
| C                 | 3  | Mohamed Emara        |     |     |
| C                 | 8  | Yasser Radwan        |     |     |
| C                 | 17 | Ahmed Hassan         | 55’ |     |
| C                 | 20 | Tarek Mostafa        |     | 78’ |
| A                 | 14 | Hazem Emam           |     | 55’ |
| A                 | 9  | Hossam Hassan        |     |     |
| Sostituzioni:     |    |                      |     |     |
| A                 | 10 | Abdel Sattar Sabry   |     | 55’ |
| A                 | 21 | Osama Nabih          |     | 78’ |
| CT:               |    |                      |     |     |
| Mahmoud El-Gohary |    |                      |     |     |